# Fiat 126
O Fiat 126 é um carro de cidade projetado pelo jovem designer Sergio Sartorelli e produzido pela fabricante italiana Fiat que foi apresentado em outubro de 1972 no Salão do Automóvel de Turim como um substituto para o Fiat 500. A sua produção efetuou-se durante muitos anos, nomeadamente entre 1973 e 2000.
A comercialização na Europa Ocidental terminou em 1991, prosseguindo a produção e as vendas no mercado polonês até 2000, onde tiveram início em 1973. A versão produzida na Polônia era da responsabilidade da Fabryka Samochodów Małolitrażowych e era conhecida como Polski Fiat 126p. Na Itália, o carro foi produzido nas fábricas de Cassino e Termini Imerese, até a década de 1980. Foram produzidas 4,6 milhões de unidades do modelo.
A versão original tinha um motor de 594 cc, com caixa de 4 velocidades. No final de 1977 a capacidade do motor foi aumentada de 594 cc a 652 cc.

## Galeria

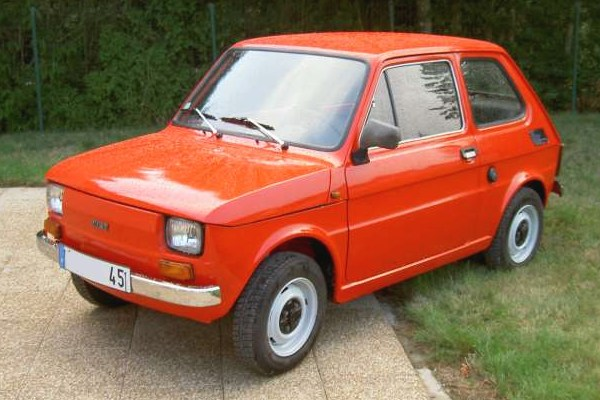
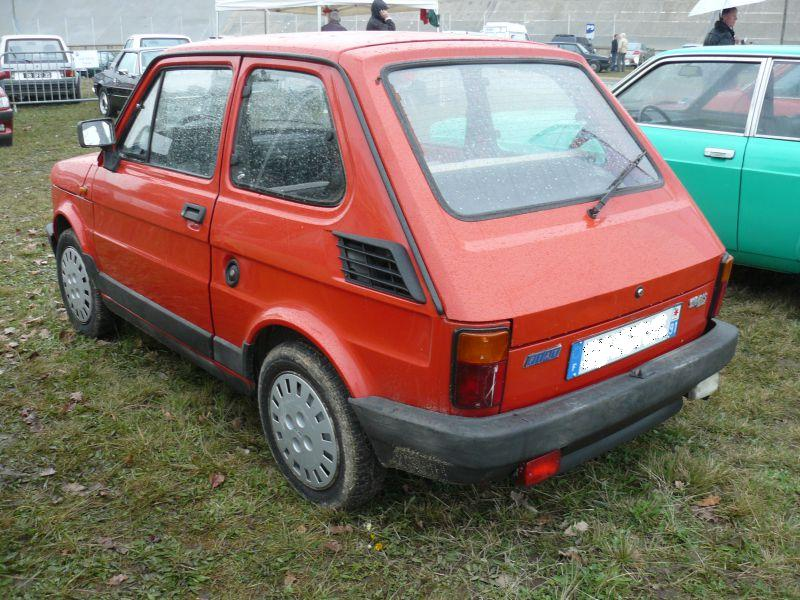
Fiat 126 BIS (1987–1991)
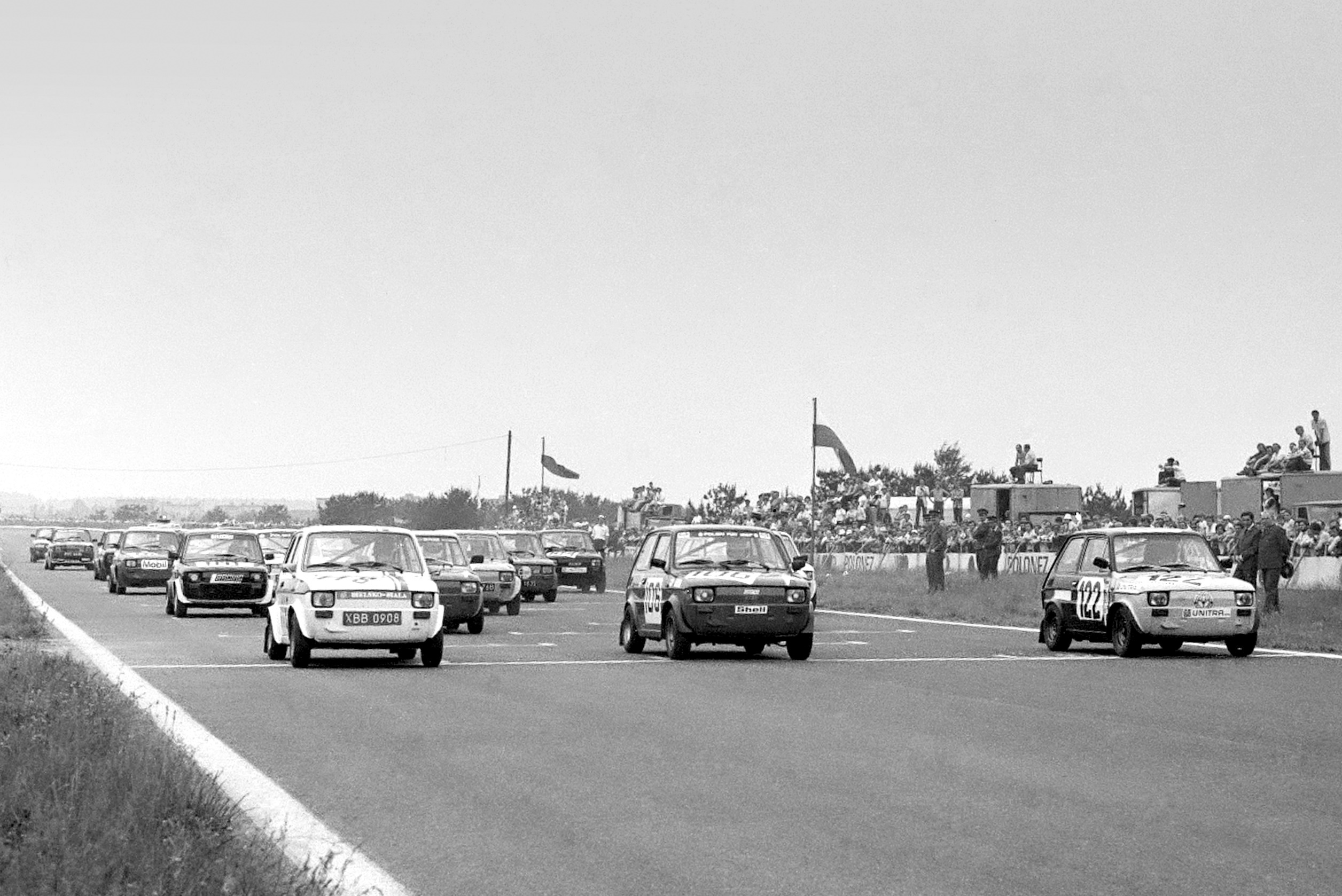